# Sinjin Smith
Sinjin Smith, właśc. Christopher St. John Smith (ur. 7 maja 1957 w Santa Monica) – amerykański siatkarz plażowy, czterokrotny zwycięzca World Tour w latach 1989-1992. Zdobył mistrzostwo Stanów Zjednoczonych, sześciokrotnie zwyciężał w Manhattan Beach Open, czterokrotnie razem z Randym Stoklosem został nieoficjalnym mistrzem świata. Uczestniczył na igrzyskach olimpijskich w 1996, zajmując w parze z Carlem Henkelem 5. miejsce.

## Życiorys
Karierę rozpoczynał jako 15-latek, startując w turniejach siatkówki plażowej w południowej Kalifornii. Uczęszczał do kalifornijskiego Uniwersytetu UCLA, gdzie grał na pozycji rozgrywającego oraz przyjmującego, trenowany przez Ala Scatesa. W pierwszym roku zdobył mistrzostwo kraju z UCLA Bruins. W następnym roku został wybrany do drużyny turnieju. W swoim ostatnim roku w 1979 Bruins ponownie dotarł do finału, pokonując zespół z USC, a Smith został wybrany najlepszym graczem mistrzostw.
Pierwszy turniej na plaży wygrał z byłym kolegą z drużyny UCLA Mikiem Normandem. Pierwszy Manhattan Beach Open wygrał w 1979 roku wraz z innym absolwentem UCLA Jimem Mengesem. Na początku lat 80. grał w duecie z Karchem Kiralym. Rozstali się, gdy Kiraly w pełni zajął się siatkówką halową. Następnie grał z Randym Stoklosem, z którym zdominowali męskie rozgrywki. Był pierwszym zawodnikiem, który osiągnął 100 zwycięstw w turniejach siatkówki plażowej, łącznie wygrał 139, co plasuje go na drugim miejscu w historii gier.
Razem ze Stoklosem pojawił się w grze komputerowej Kings of the Beach, wydanej przez Electronic Arts w 1988 roku, oraz na Nintento, wydanej przez Konami w 1990 roku. Pojawił się również w filmie Side Out z 1990 roku.